# Chris Scheuer
Chris Scheuer (né le 19 septembre 1952 à Graz) est un auteur de bande dessinée et illustrateur autrichien. Actif à partir de la fin des années 1970, il est rapidement reconnu comme un des jeunes auteurs allemands les plus prometteurs. Dans les années 1990, il s'éloigne cependant peu à peu de la bande dessinée pour se concentrer sur la publicité et le story-board. Il vit à Hambourg.

## Publications en français
- Comme un parfum de Guerlain (dessin), avec Wolfgang Mendl (scénario), Magic Strip, coll. « Atomium 58 », 1986.
- Marie Jade (dessin), avec Rodolphe (scénario), Vents d'Ouest, 1988.

## Distinction
- 1984 : Prix Max et Moritz du meilleur auteur germanophone